# Museo Comunitario Anacostia
El Museo Comunitario Anacostia (conocido coloquialmente como ACM) es un museo comunitario en el vecindario Anacostia de Washington, D. C., en los Estados Unidos. Es uno de los veinte museos bajo el cuidado del Instituto Smithsoniano y fue el primer museo comunitario financiado con fondos federales en los Estados Unidos. El museo, fundado en 1967, fue creado con la intención de traer aspectos de los museos Smithsonian, ubicados en el National Mall, al vecindario de Anacostia, con la esperanza de que los miembros de la comunidad del vecindario visitaran los principales museos Smithsonian. Se financió con fondos federales en 1970 y se centra en la comunidad de Anacostia y sus alrededores en sus exposiciones. Este museo también alberga una biblioteca.

## Historia

### Orígenes

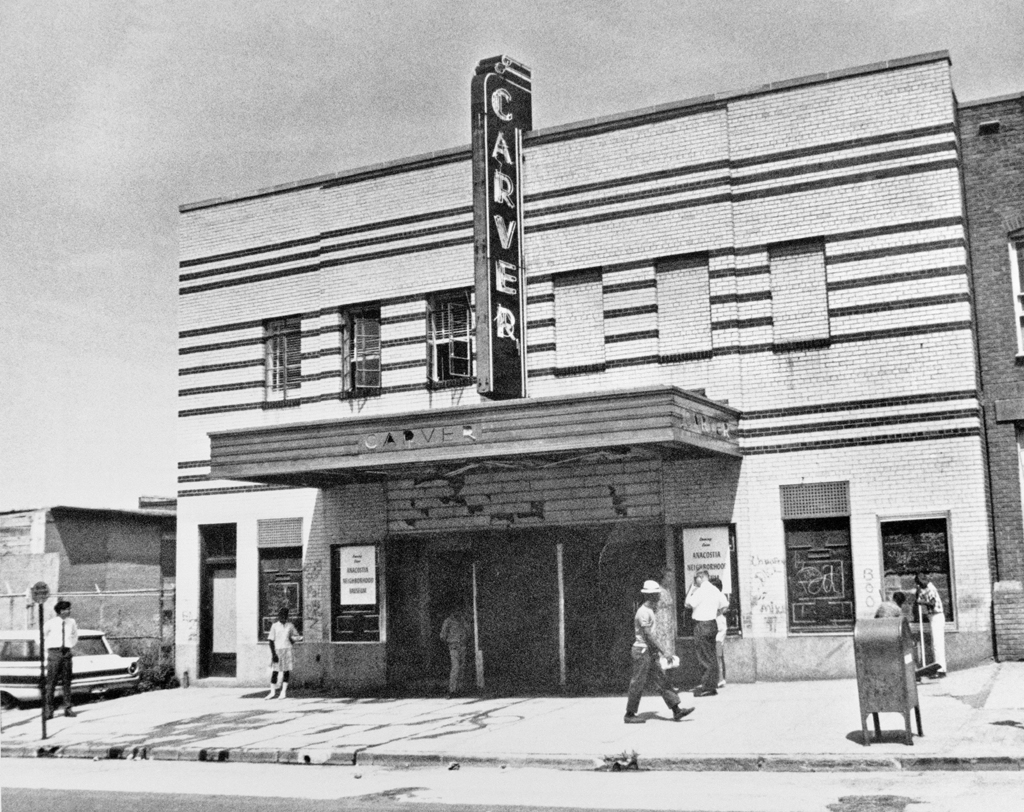
El Carver Theatre sirvió como el primer hogar de ACM.

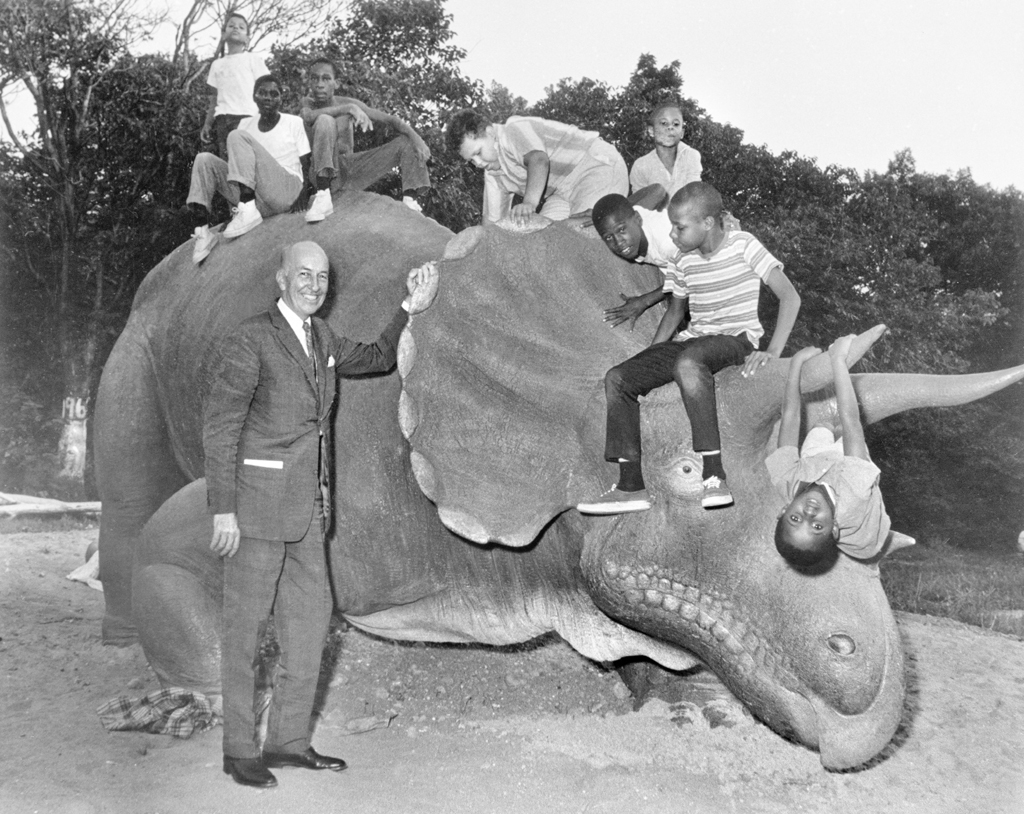
El tío Beazley y S. Dillon Ripley en la inauguración del Museo del Barrio de Anacostia el 15 de septiembre de 1967

El Museo de la Comunidad de Anacostia fue descrito originalmente como "un museo experimental frente a una tienda" por la Institución Smithsonian en 1966. El secretario del Smithsonian, Sidney Dillon Ripley, tenía la intención de que el museo sirviera como una oportunidad de acercamiento para atraer a más afroestadounidenses al National Mall para visitar los museos del Smithsonian. La idea, que surgió de una conferencia organizada por el Smithsonian en 1966, se hizo realidad en marzo de 1967, cuando el Smithsonian adquirió el Carver Theatre en el vecindario de Anacostia. El Smithsonian buscó el apoyo de la comunidad y un consejo de residentes locales de Anacostia se reunió para asesorar sobre el proyecto. John Kinard fue nombrado director del museo en junio de 1967. Pastor y activista durante el Movimiento de Derechos Civiles, Kinard estuvo muy involucrado en el barrio de Anacostia y se aseguró de que los jóvenes del barrio participaran en la creación del museo. Cada semana, el Comité Asesor de Vecindarios del museo formado por miembros de la comunidad se reunía para ayudar a planificar la programación y las exposiciones. El personal y los miembros de la comunidad trabajaron codo con codo para transformar el edificio de un cine desaparecido en un espacio de exhibición. La comunidad también ayudó a elegir qué objetos se mostrarían.
El Museo del Barrio de Anacostia se inauguró el 15 de septiembre de 1967. El museo tenía ocho miembros del personal, y solo uno era permanente. No hubo curadores ni investigadores ni bibliotecarios. Un modelo de fibra de vidrio de tamaño natural de un Tricerotops, que en 1968 aparecería como "Uncle Beazley" en la película para televisión infantil The Enormous Egg, y que ahora se encuentra cerca de Lemur Island en el Parque Zoológico Nacional asistió al evento de la inauguración del museo.
En 1968, el museo contrató a un fotógrafo de plantilla y se abrió un laboratorio de fotografía en el lugar. El museo no se convertiría en parte del presupuesto federal del Instituto Smithsoniano hasta 1970. Ese año, se fundó el Centro de Investigación Anacostia, con fondos de Carnegie Corporation, para crear un programa de historia oral. El museo contrató a su primer historiador, Louise Daniel Hutchinson, en 1971. En 1972, el museo contaba con diez empleados permanentes a tiempo completo, que trabajaban en tres departamentos: oficina del director, educación y un departamento de investigación y exposiciones. El museo encontró desafiante incorporar a la comunidad en sus procesos de planificación a medida que crecía y se formaban procesos más desarrollados para incorporar a la comunidad en las exhibiciones. El Comité Asesor de Vecindarios, que constaba de noventa personas, se redujo en tamaño y se le cambió el nombre a Junta Directiva.

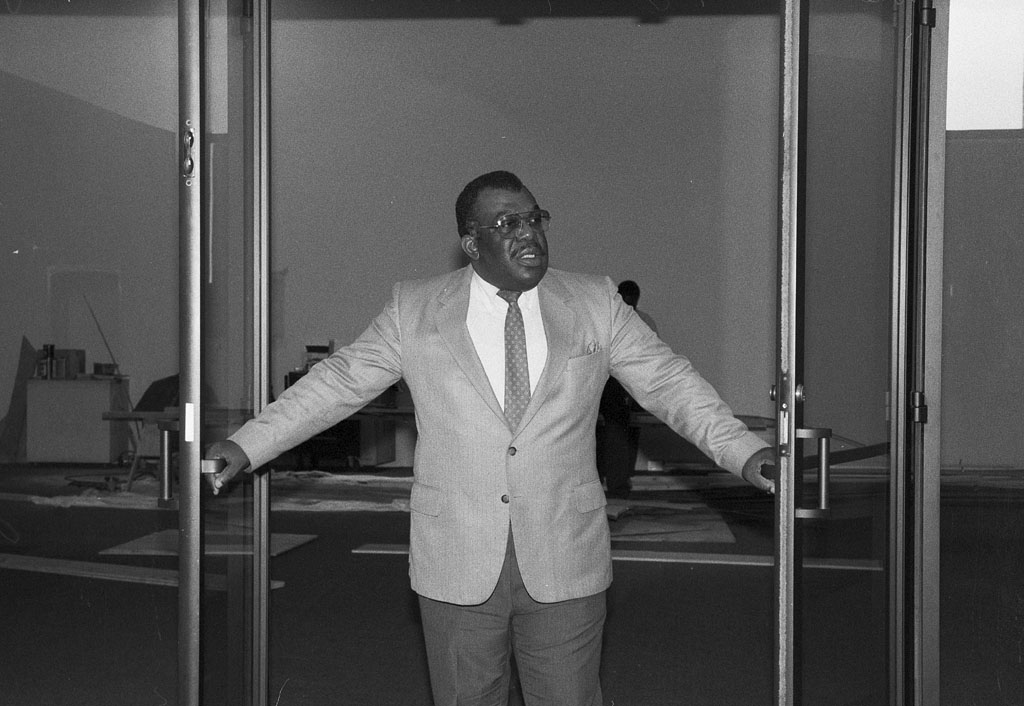
John Kinard en el nuevo museo en 1987

El Laboratorio de Diseño y Producción de Exhibiciones, ubicado en Fort Stanton, fue inaugurado en octubre de 1974. Fue allí donde se llevaron a cabo los preparativos para un nuevo edificio del museo. En 1976, sufrió un incendio después de que las láminas de masonita cayeran de una carretilla elevadora a un contenedor de diluyente de laca. El personal no pudo pedir ayuda debido a que el fuego dañó las líneas telefónicas. El daño costó aproximadamente $ 75,000 y nadie resultó herido. El museo se convirtió en el primer museo Smithsonian en utilizar etiquetas para personas con discapacidad auditiva en sus exposiciones, en 1980. En 1977 se creó un archivo dedicado al área de Anacostia.
El nuevo Museo Anacostia se inauguró el 17 de mayo de 1987, ubicado en Fort Stanton. El cambio de nombre se debió al cambio en la misión del museo, para celebrar la historia afroamericana no solo en Anacostia, sino en todo el mundo. El director John Kinard murió en 1989.

### Después de John Kinard
Steven Newsome, un bibliotecario profesional, se convirtió en el nuevo director del museo en 1991, el mismo año en que el museo estableció su propia biblioteca. El museo pasó por otro cambio de nombre, en 1995, convirtiéndose en el Museo y Centro de Anacostia para la Historia y la Cultura Afroamericana. Su intención era servir como ubicación para el Museo Nacional de Historia y Cultura Afroamericana. Durante el mandato de Newsome, el museo se sometió a una renovación de $ 8,5 millones. En 2004 Newsome se retiró y James Early se convirtió en director interino. Una vez más, el museo decidió cambiar su misión, para centrarse específicamente en las comunidades de Anacostia, y cambió su nombre a Museo de la Comunidad de Anacostia en 2006. Ese año, Camille Akeju se convirtió en directora.
Con la llegada de Akeju, el proceso de exhibición del museo cambió, eliminando el proceso de exhibición impulsado por la comunidad, que permitió a los miembros de la comunidad presentar propuestas para exhibiciones. El proceso ahora está centrado en el curador, y el personal elige los conceptos de la exposición.

## Arquitectura
El edificio Fort Stanton, que se inauguró en 1987, fue diseñado por Keyes Condon Florance, Architrave y Wisnewski Blair Associates. El diseño, basado en el "estilo de expresionismo cultural", tuvo como objetivo aprovechar el entorno natural en el que reside. El exterior del edificio está hecho de motivos de ladrillo rojo que reflejan la tela kente. En la fachada del edificio hay cilindros de hormigón con bloques de vidrio y baldosas azules. Los cilindros extraen la influencia de las ruinas del Gran Zimbabue. Grandes ventanales residen en la entrada.
En marzo de 2019, el museo cerró por una renovación de $ 4.5 millones. Reabrió en octubre de 2019.

## Colecciones
El museo no tuvo una colección permanente hasta finales de la década de 1970. El Smithsonian no permitió que el museo construyera una colección de este tipo. El Smithsonian carecía de colecciones relacionadas con la historia y la cultura afroamericana, y John Kinard ayudó a alentar a otros museos a comenzar a adquirir objetos, como obras de arte y piezas de Duke Ellington. En 1977, el museo pudo comenzar a construir su colección permanente. La biblioteca del museo se estableció en 1991. No fue hasta 1992 que ACM creó su primera política de gestión de colecciones, especificando un enfoque en el barrio de Anacostia y sus alrededores. Al museo le fueron donados los archivos de Lorenzo Dow Turner, en 2003, por su esposa, Lois Turner Williams. En 2010, se llevó a cabo una exposición Palabra, grito, canción: Lorenzo Dow Turner, Conectando comunidades a través del lenguaje, para mostrar la colección. El museo también tiene una colección de arte que incluye artistas como James A. Porter, Sam Gilliam y Benny Andrews.

## Exposiciones

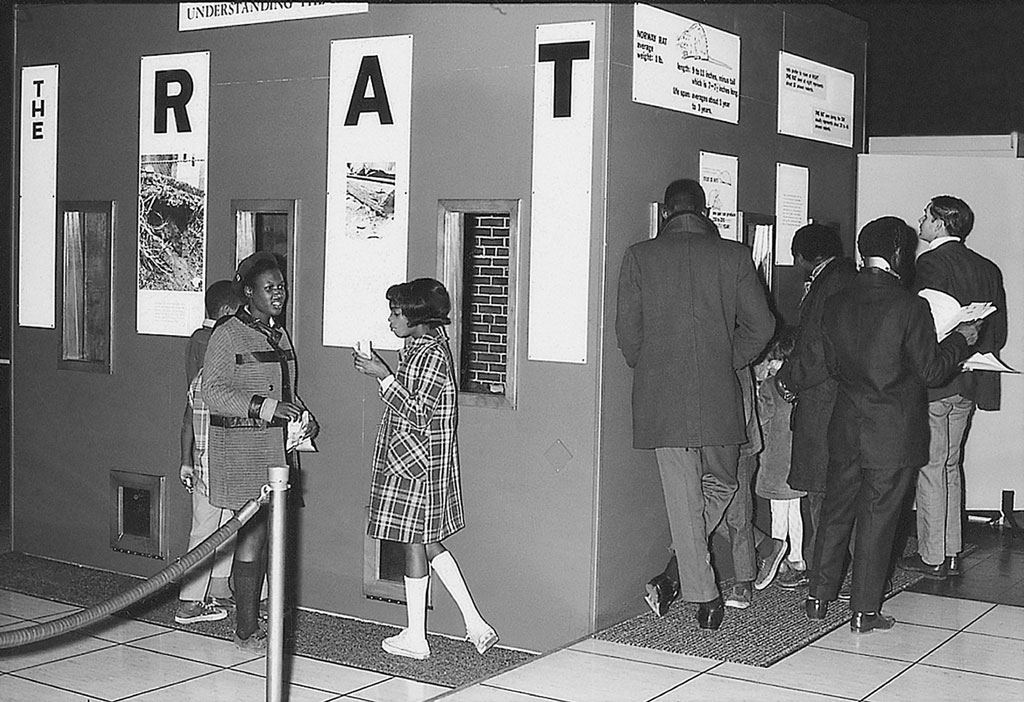
Visitantes en la exhibición de La rata: la aflicción invitada del hombre en el Museo del Vecindario de Anacostia. La exhibición estuvo en exhibición desde el 16 de noviembre de 1969 hasta el 31 de enero de 1970.

A lo largo de su historia, las exposiciones del museo han reflejado la comunidad de Anacostia, Washington D. C. y, a menudo, las preocupaciones que se ven en las comunidades urbanas de los Estados Unidos. La historia y el arte afroamericanos también se han exhibido en exposiciones, incluyen temas como la inmigración, esclavitud, los derechos civiles y la música. La exposición inaugural en el museo, en 1967, contó con la reproducción de la fachada de una tienda Anacostia de 1890, una nave espacial Project Mercury, un teatro, un pequeño zoológico y una variada colección de objetos de historia natural. El pequeño zoológico presentaba un loro, llamado George, que fue un regalo del Zoológico Nacional. George murió en abril de 1977. Otras exhibiciones tempranas en el museo, cuando todavía se llamaba Museo del Vecindario de Anacostia, incluyeron The Rat: Man's Invited Affliction de 1969, que examinó las infestaciones de ratas. La exposición del bicentenario del museo, Blacks in the Western Movement, se centró en las historias de los afroamericanos que exploraron y se asentaron en el oeste estadounidense. La exposición viajó por todo el país y se convirtió en un documental. Estas primeras exhibiciones, que a menudo consistían en paneles, fueron llamadas "exhibiciones de cartón" por el director John Kinard. Los miembros de la comunidad en los primeros años con frecuencia ayudaron a organizar las exposiciones, junto con personal como el diseñador de exposiciones James E. Mayo.
ACM comenzó a trabajar con el Servicio de Exposiciones Itinerantes de la Institución Smithsonian (SITES) para crear exposiciones itinerantes, que fueron las primeras grandes exposiciones temáticas afroamericanas en el Smithsonian. En 1977 la exposición The Anacostia Story exhibió la historia del barrio desde 1608 hasta 1930. Frederick Douglass, que vivía en Anacostia, fue el foco de The Frederick Douglass Years. La exposición de 1979 Fuera de África: de los reinos de África occidental a la colonización fue la primera en hacer uso de la colección permanente en ciernes del museo, y el canciller estadounidense Williams pronunció una conferencia. El museo cerró durante poco más de dos meses, desde noviembre hasta enero de 1980, reabriendo con la exposición Anna J. Cooper: Una voz del sur. Para celebrar el centenario del nacimiento de Franklin D. Roosevelt, el Smithsonian organizó una serie de eventos para toda la institución, con ACN organizando a Mary McLeod Bethune y el Gabinete Negro de Roosevelt. Mercer Ellington, hijo de Duke Ellington, filmó un anuncio de servicio público para la exposición The Renaissance: Black Arts of the '20s. ACM se centró en el papel de Washington, D. C. en la igualdad de derechos civiles en Para lograr estos derechos: la lucha por la igualdad de derechos y la autodeterminación en el Distrito de Columbia, 1791-1978. La región de Washington fue un foco nuevamente con Paso a Paso de North Brentwood, que discutió la historia del condado de Prince George, Maryland.
En 2006, la exposición de ACM Reclaiming Midwives: Pillars of Community Support, discutió los roles de las parteras en las comunidades afroamericanas. ACM se asoció con el Instituto Cultural Mexicano para producir The African Presence in Mexico. La exposición de 2010 Word, Shout and Song examinó el trabajo de Lorenzo Dow Turner y el idioma gullah.

## Educación
El museo comenzó a ofrecer cursos de educación acreditados con maestros en 1977. El Departamento de Educación del Museo también publica publicaciones históricas sobre la historia afroamericana. En 1987 la ACM creó el Programa de la Academia de Museos. El programa se enfoca en trabajar con niños locales durante todo el año. El Museo y Centro Anacostia recientemente cambió su enfoque a la colección, preservación y estudio de artefactos.